# بوبي هندرسون (كاتب)
بوبي هندرسون (بالإنجليزية: Bobby Henderson)‏ هو كاتب أمريكي، ولد في 18 يوليو 1980 في روزبيرغ في الولايات المتحدة. وهو مؤسس «الباستافاريانية».